# Parabythocythere
Parabythocythere is een geslacht van kreeftachtigen uit de klasse van de Ostracoda (mosselkreeftjes).

## Soorten
- Parabythocythere bella Zhang (Xiao-Jun), 1991 †
- Parabythocythere limata (Guan, 1978) Gou & Huang in Gou, Chen, Guan, Jian, Liu, Lai & Chen, 1983 †
- Parabythocythere longtzui Hu & Tao, 2008
- Parabythocythere mirabilis (Guan, 1978)
- Parabythocythere nodosa Kozur, 1985 †
- Parabythocythere opima Gou & Huang in Gou, Zheng & Huang, 1983 †
- Parabythocythere pacifica Hu, 1986
- Parabythocythere parvalata (Zhao, 1988)
- Parabythocythere permica Kozur, 1983 †
- Parabythocythere pingfa Hu & Tao, 2008
- Parabythocythere robusta (Zhou, 1986)
- Parabythocythere siciliensis Kozur, 1991 †